# When Johnny Comes Marching Home
When Johnny Comes Marching Home은 남북 전쟁 당시의 노래로, 전쟁에서 싸우던 친구와 가족이 돌아오기를 바라는 사람들의 그리움을 표현한 노래다.